# Ortenburžani
Ortenburžani, grofje Ortenburški (nemško Grafen von Ortenburg), so bili koroška plemiška rodbina, ki je izhajala iz lurnske grofije, katere del je bilo tudi posestvo in grad Ortenburg v bližini naselja Baldramsdorf pri Špitalu ob Dravi. 
Zgodovina rodbine se je začela s poroko lurnskega grofa Adalberta in Berte iz Diessena (Bavarska) leta 1070. Na ozemlje današnje Slovenije so se naselili v 11. stoletju. Okrog leta 1102 je koroški mejni grof Ulrik II. iz rodu Weimar-Orlamünde podelil koroškemu grofu Otonu Ortenburškemu posest na južni strani Karavank. Podeljeno ozemlje so Ortenburžani obvladovali iz dveh gradov: z gradu Kamen pri Begunjah in Lipniškega gradu (nemško Waldenberg) pri Radovljici. Grad Kamen in njegova posestva so sicer bila fevd, ki so jo deželi Kranjski leta 1338 podelili Habsburžani. Ortenburžani so bili še lastniki gradov Čušperk, Trebnje, Ortnek, Kostel in Poljane na Dolenjskem ter posestva in gradu Lož na Notranjskem. 
Rodbina je izumrla leta 1418, največji del njihovih posesti pa so podedovali Celjski grofje 29. februarja 1420.

## Ortenburški grofje
- grof Friderik I. * ~1038 † 1102
  - Adalbert I. Ortenburški, * ~1038 † 1096/1098, ∞ Berta iz Dießena-Andeška grofica
    - Oton I. Ortenburški, * ~1078 † 1147, ∞ Neža Turjaška
      - Henrik I. Ortenburški, * ~1120 † 1195, ∞ Rihca grofica Hohenburg
      - Oton II. Ortenburški, »Božja milost«, * ~1122 † ~1197 ∞ Brigida  Vovbrška
        - Herman II. Ortenburški, * ~1194 † 19. 5. 1256, ∞ 1) Elizabeta Vovbrška 2) Eufemija iz Plain-Hardegg – kastelan na Ljubljanskem gradu za Spanheime
        - Ulrik II. Ortenburški, * ~1195 † 1253, škof v Krki med 1221 - 1253
          - Friderik I. Ortenburški,  * ~1247 † 28. 3. 1304 v Ljubljani, ∞ Adelheid, hči Majnharda I. goriško-tirolskega grofa, deželni glavar Kranjske pod kraljem Rudolf I. Habsburški, 
            - Eufemija  Ortenburška,  * ~1248 † 1316, ∞ grof Hugo II. Werdenberški
            - Katarina Ortenburška,  * 1279 † 1316, ∞  Rizzardo IV. da Camino
            - Majnhard I. Ortenburški, * ~1263 † 1332, ∞ Elizabeta  Strmška-Peggau – deželni glavar  Kranjske in izvajal poseljevanje Kočevske pokrajine, 
              - Majnhard II. Ortenburški, * ?? † 1337, ∞  Belingeria della Torre † 1320
              - Herman III. Ortenburški, * ?? † 10.8.1338, ∞  Neža Schaumberška † 1301
              - Ana Ortenburška,  ∞ Friderik Aufenštajnski
              - Elizabeta Ortenburška,  ?? † 1323 ∞ 1319 Štefan II. Kotromanić, bosanski ban

            - Oton III. Ortenburški, * 1282 † 1342, ∞   Sofija Hardeg, hči Burgrafa  Bertolda  Magdeburškega
            - Adelajda Ortenburška, * 1284 † 1304, ∞ grof Ulrik IV. iz Berg-Schelklingen
            - Albert I. Ortenburški,  * 1286 † 1335 ∞ Helena (Hedvika) N.N.
              - Rudolf Ortenburški,  ∞ Margareta, hči grofa Alberta II. Goriškega
              - Katarina Ortenburška, nuna v samostanu Velesovo
              - Neža Ortenburška,   ∞ Eberhard von Walsee
              - Friderik II. Ortenburški, * ?? † 1355, ∞ Margareta Pfannberška
              - Albert II. Ortenburški, * 1306 † 9. 9. 1390, knezoškof v Trento
              - Ruprecht Ortenburški * ?? † ??
              - Henrik III. Ortenburški * ?? † 1348
              - Oton IV. Ortenburški,  * ?? † 28. 3. 1374, ∞ Ana Celjska vdova Babonić-Krupska, – deželni glavar  Kranjske (1358-1360)   
                - Friderik III. Ortenburški,  * ?? † 28. 4. 1418, ∞ Margareta vojvodinja Teck – deželni glavar  Kranjske
                - Adelajda Ortenburško-Radovljiška,  * ?? † 1390, ∞ grof Ulrik I. Celjski

          - Eufemija Ortenburška * 1256 † 1292, ∞ (1275) kot druga žena grofa Alberta I. Goriškega
          - Oto IV. Ortenburški  prošt v Bambergu
          - Ulrik II. Ortenburški korar v Salzburgu

        - Henrik II. Ortenburški, * ~1190 † 1240
        - Oton III. Ortenburški, * ~1194 † 1243/44

      - Herman I. Ortenburški * ~1137; † 1200,  protiškof Krške škofije, koroški arhidiakon
      - Gertruda Ortenburška, * ~1134 † 1199, nuna, opatinja samostana Šentjurij ob Dolgem jezeru na Koroškem

    - Ulrik I. Ortenburški, * ~1096 † 1176  - oglejski arhidiakon, »protipatriarh«

## Posesti
Obsežne posesti  Ortenburžanov, ki so bili neposredni državni fevdi, so se nahajale v Zgornji Dravski dolini na Koroškem in na Kranjskem (Gorenjskem) in v Slovenski marki (Dolenjski in Notranjski). Leta 1263 je prišlo do delitve posesti med Henrikom in Friderikom, vendar se je kasneje družinska posest navzkrižno dedovala. Na njihovih gradovih so bili grajski upravniki in ministeriali, ki se imenujejo po njihovih gospostvih. Ti gradovi in dvori ter gospostva so bili :
Na Koroškem:
- Grad Ortenburg, matični grad Ortenburžanov z dvema viteškima družinama,
- Grad Kellerberg  z ministeriali gospodi Osiaškimi,
- Grad pri Špitalu, Stolp, trg ter mitnico,
- Grad Sommeregg,
- Grad Strmec (Sternberg),
- Grad Steyerberg,
- Grad Hohenburg, v Gornji Dravski dolini,

Na Kranjskem:
- Grad Čušperk,
- Grad Goričane,
- Grad Ig,
- Grad Kamen s štirimi kastelani – plemiči Ulrik in brat Markvard, Rudiger mlajši in Majnhard Ploz, ter dvanajst uradnikov iz Uradov,
- Kočevje trg,
- Grad Kostel,
- Grad Kravjek,
- Grad Krupa,
- Lipniški grad, (alod) in vso ozemlje med Kranjsko goro, tokom reke Sore in gradom Kamen,
- Grad Lož,
- Ortneški grad,
- Grad Poljane,
- Radovljica trg,
- Grad Ribnica  ter vsa zemlja med Soro in Kolpo???,
- Stari grad pri Otočcu,
- Grad Trebnje,
- Grad Vernek pri Moravčah,